# Марк Веррий Флакк
Марк Ве́ррий Флакк (лат. Marcus Verrius Flaccus; родился около 55 года до н. э., Пренесте, Римская республика — умер в 20 году, Рим, Римская империя) — римский грамматик и педагог второй половины I века до н. э., живший при Августе и Тиберии.

## Биография
Известно, что Веррий Флакк был вольноотпущенником.
Педагогический метод Веррия состоял в том, чтобы возбудить соревнование между учениками, лучшим из которых он давал в награду ценные книги. Император Август поручил Веррию образование своих внуков, с жалованьем в 100 тыс. сестерциев в год. По свидетельству Светония, со временем его соперником по обучению грамматике детей многих знатных особ в Риме стал тарентец Луций Крассиций (ум. после 10), наставник младшего сына триумвира Марка Антония Юлла.
Скончался в начале правления пасынка Августа, Тиберия.

## Труды
Учёно-литературная деятельность Веррия была весьма обширна, но до нас дошли только:
- обломки (на мраморе) от календаря, составленного им для города Пренесты, где на площади была воздвигнута статуя Веррия,
- отрывки из его объёмного словаря «О значении слов» (De verborum significatu, толковый словарь, в том числе малопонятных и устаревших слов и выражений, с данными о государственном, юридическом и религиозном быте Рима), в переработке Феста и Павла Диакона (VIII век).

Кроме того встречаются ссылки на его утраченные труды:
- «О тёмных выражениях у Катона» (De obscuris Catonis), жившего почти за 2 столетия до Веррия;
- «О правописании» (De orthographia), в силу которого орфография стала рассматриваться, как грамматическая дисциплина;
- «Письма по филологическим вопросам» (Epistulae);
- «Saturnus», сочинение, посвящённое религиозным древностям;
- «Этруски» (Res Etruscae), где, по-видимому, рассматривалось влияние этого народа на римлян;
- «Достопамятное» (Rerum memoria dignarum libri), куда Веррий заносил особенно интересовавшие его факты. Плиний Старший пользовался этим сочинением для своей «Естественной истории».